# NGC 654
NGC 654 (другое обозначение — OCL 330) — рассеянное звёздное скопление в созвездии Кассиопея. В скопление входит 60 звёзд.
Этот объект входит в число перечисленных в оригинальной редакции «Нового общего каталога».
В NGC 654 обнаружены две затменные переменные двойные. Также вероятными членами скопления являются сверхгиганты BD +65°315 спектрального класса A0Ib и HD 10494 спектрального класса F5la.
Покраснение, проходящее поперёк скопления на его изображениях, скорее всего связано с кольцами пыли на переднем плане.